# Refugi dels Cortalets
El refugi dels Cortalets o xalet dels Cortalets és un refugi de muntanya del Club Alpí Francès a prop del pic del Canigó, al terme municipal de Taurinyà. Permet arribar fàcilment als principals cims del massís del Canigó.

## Etimologia
Un cortal és corral per a guardar el bestiar. Un cortalet és un petit cortal.

## Ubicació i accés
El refugi dels Cortalets és parcialment accessible amb vehicle tot terreny, a través de dues pistes obertes durant la temporada d'estiu des de mitjans de maig fins a mitjans d'octubre.
S'hi pot arribar per la pista de Llech passant per Prada, direcció Los Masos i Villerac. Té 21 quilòmetres i acaba aproximadament a un terç del camí a uns 30 minutes de la barrera, en un lloc anomenat Mas Malet, on hi ha un aparcament (a causa d'una esllavissada el 9 de juliol de 2019 a la pista de Llech, la el camí es troba blocat al lloc anomenat Mas Malet i, per tant, el refugi ja no és accessible amb cotxe privat). Des d'aquest punt es pot caminar unes tres hores i mitja seguint la ruta de senderisme. També és possible utilitzar la pista fins al refugi amb bicicleta de muntanya. La pista és transitable tot el dia, però està tancada al trànsit a la nit i els dies de pluja.
La pista de Balaig és accessible per Fillols. Aquesta pista té 14 quilòmetres. Aquesta pista es pot transitar a peu, amb bicicleta de muntanya i només es reserva per vehicles motoritzats autoritzats (taxi 4 × 4 amb horaris de trànsit estrictes). També és accessible a peu (compte 2 h 30 per arribar al refugi) o amb bicicleta de muntanya des de l'aparcament del coll de Milleres.
Aquestes dues pistes no arriben ben bé fins al refugi, acaben a pocs metres de la barrera on finalitza la pista. Aquesta barrera es troba a 600 metres a peu del refugi i s'hi ha habilitat un aparcament pels taxis. Igual que la pista de Llech, és transitable tot el dia, però està tancada al trànsit a la nit i els dies de pluja.

## Característiques
Els Cortalets és un refugi, no confondre amb un hotel, i es recomana reservar, ja sigui per dormir o fins i tot per menjar. El lloguer només inclou un llit, i no la disposició d'una habitació, per tant, es necessita un sac de dormir, atès que només es proporcionen mantes i un matalàs. Es pot menjar allà (esmorzar, dinar i sopar). D'altra banda, les dutxes (calentes) estan reservades a les persones que dormen al refugi.
El refugi de Cortalets està format per dos edificis, el refugi d'estiu amb 85 llits en diversos dormitoris i el refugi d'hivern o refugi annex amb un dormitori de 19 llits al pis de dalt. Aquest petit refugi és de lliure accés per als excursionistes d'hivern. Tanmateix, durant la temporada d'estiu, per poder dormir-hi cal reservar al lloc web del refugi.

## Història
Durant el segle xix, no era possible accedir a peu al cim del Canigó des dels pobles dels voltants i tornar a un d'aquests pobles en un dia. La idea d'un refugi prop del pic va néixer a la dècada de 1880. Es va construir una cabana senzilla, anomenada refugi Aragó, que es va arruïnar ràpidament. Després de diversos anys d'estudis, es va construir el xalet dels Cortalets, que va ser inaugurat el 1899. Es traçà una carretera per accedir-hi.
- 1895: projecte de refugi de la direcció de CAF de PARIS
- 1897: es tracen els plànols
- 1898 a 1899 : construcció de la pista que condueix al refugi
- 4-9-1899: inauguració del refugi dels Cortalets, amb un banquet per a 200 persones[2]
- 1903: primer cotxe a les portes del refugi
- 1944: cremat pels nazis durant l'ocupació, després de la seva reconstrucció el 1945, el refugi va ser ampliat i renovat entre 1976 i 1979.